# Осиновая Горка
Оси́новая Го́рка — бывший посёлок под Брянском, в 4 км к юго-востоку от ж/д станции Снежетьская. Расположен на возвышенном месте среди болотистых лесов.
Посёлок возник в XIX веке как Чистолужские постоялые дворы на старом Карачевском тракте. Современное название — с 1920-х годов. С 1963 года Осиновая Горка считается обособленной частью пгт Большое Полпино (лежит в 8 км от основной части Большого Полпина). В настоящее время здесь насчитывается около 40 дворов, вытянутых в одну улицу (носит название Пионерская).
Близ Осиновой Горки расположен санаторий «Снежка».

## Эхо войны
В сентябре — начале октября 1941 года в лесу около Осиновой Горки располагался командный пункт генерала (позднее маршала) А. И. Ерёменко, командующего Брянским фронтом. В 1970-х гг. на этом месте была восстановлена мемориальная землянка.
В 1968 году близ посёлка, на шоссе Р120 Брянск—Орёл, был установлен первый в СССР памятник воинам-водителям, погибшим в годы Великой Отечественной войны (скульптор — П. Ф. Мовчун, архитектор А. А. Гайдученя). В настоящее время название «Осиновая Горка» более известно именно в связи с этим памятником, ставшим одним из символов Брянска.